# Parque Quase-Nacional Hayachine
O Parque Quase-Nacional Hayachine é um parque quase-nacional localizado na prefeitura japonesa de Iwate. Estabelecido em 10 de junho de 1982, tem uma área de 5 463 hectares.